# 환초 (서초)
환초(桓楚)는 고대 중국 초나라의 군인이다. 항우(項羽)의 5대장 중 한 명이다.
원래 회계군 도산 부근에서 활동하던 산적패였지만 용저(龍且)와 함께 항량(項梁)에게 투항하였다. 주로 용저와 함께 활동하며 항우가 관중을 평정하는 일조하였으며, 훗날 항우가 해하에서 대패하고 오강에서 자결할 때까지 함께 하였다.